# Grijsvleugeljanfrederik
De grijsvleugeljanfrederik (Sheppardia polioptera synoniem: Cossypha polioptera) is een zangvogel uit de familie Muscicapidae (vliegenvangers). De vogel werd in 1892 door Anton Reichenow geldig beschreven  als soort uit het geslacht Cossypha. Volgens onderzoek gepubliceerd in 2010 is plaatsing in het andere geslacht verdedigbaar.

## Kenmerken
De vogel is 14 tot 15 cm lang. Van boven is de vogel bruin met een oranjerode staart. De borst en buik zijn ook oranjerood. De kruin is donkerbruin, dan een witte wenkbrauwsteep en een donkere oogstreep.

## Verspreiding en leefgebied
Deze soort telt drie ondersoorten:
- S. p. polioptera: van zuidelijk Soedan tot westelijk Kenia, noordwestelijk Tanzania, zuidelijk Congo-Kinshasa, noordwestelijk Zambia en Angola.
- S. p. nigriceps: van Sierra Leone en Liberia tot centraal Kameroen.
- S. p. tessmanni: oostelijk Kameroen.